# Ambric
Az Ambric architektúrát és processzorokat az Ambric, Inc. amerikai cég fejlesztette ki a 2000-es években. Az általuk készített nagymértékben párhuzamos processzortömb (massively parallel processor array, MPPA) csipeket elsősorban nagy teljesítményű beágyazott rendszerekben használták fel, mint pl. orvosi képalkotó rendszerek, video- és jelfeldolgozás. Az Ambric céget 2002-ben alapították az Egyesült Államokban, székhelye az Oregon állambeli Beavertonban volt. A cég által fejlesztett Am2045 processzort és a hozzá tartozó szoftvereket 2007-ben mutatták be, a következő évben azonban a cég is áldozatául esett a 2008-as üzleti válságnak. Az Ambric Am2045-öst és a fejlesztőeszközöket ezek után a Nethra Imaging, Inc. forgalmazta, amely 2012-ben bezárt.

## Architektúra és programozási modell
Az Ambric architektúra egy nagymértékben párhuzamos, elosztott memóriájú multiprocesszor (a memória elosztott, nem közös), amely a Strukturális Objektum programozási modellen alapul. A rendszerben minden processzor a közismert Java nyelven (ill. ennek egy szigorúan kötött részhalmazán) és assembly nyelven programozható, a két módszer akár egymás mellett is használható. A csipen lévő processzorok százai adat- és vezérlőüzeneteket küldenek egymásnak az összeköttetési rétegen keresztül, amely újrakonfigurálható, önszinkronizáló kommunikációs csatornák rendszere, és amely egyszerre biztosítja a kommunikációt és a szinkronizációt is. A számítási modell nagyon hasonló a korlátolt pufferes Kahn-féle feldolgozó-hálózatokhoz.

## Felépítés és fejlesztőeszközök
Az Am2045 eszközben 336 db. 32 bites RISC típusú fixpontos DSP processzor és 336 db. 2 KiB méretű memória található beépítve; minden egység 300 MHz-es órajelen működik.
A rendszerhez egy Eclipse-alapú integrált fejlesztői környezet tartozik, amelyben szövegszerkesztő (programód-szerkesztő), programfordító, assemblerek, szimulátor, konfigurációgenerátor, forráskódú debugger található, valamint video- és képfeldolgozó, jelfeldolgozó és video-kodek könyvtárak.

## Teljesítmény és fogyasztás
Az Am2045 1 teraOPS (Operations Per Second) és 50 giga-MAC (Multply-Accumulates per second, szorzás-összeadás utasítások száma másodpercenként) sebességet biztosít a fixpontos számításokban, 6–12 W fogyasztás mellett (a fogyasztás függ az alkalmazás jellegétől).

## Felhasználása
Az Ambric MPPA eszközöket nagy felbontású, 2K és 4K videotömörítő, átkódoló és feldolgozó alkalmazásokhoz, a képfelismerés, orvosi képfeldolgozás, jelfeldolgozás, szoftveres rádió és számításigényes streaming media (tömörített multimédiás információ továbbítása hálózaton) területén használták fel, azokban a feladatkörökben, ahol a feldolgozás másképpen FPGA, DSP és/vagy ASIC áramkörökkel felépített eszközökkel lett volna megoldható.
A cég állítása szerint az Ambric előnyei a magasabb teljesítmény és a jobb energiafelhasználási hatásfok, a méretezhetőség, a szoftveres programozhatóságból következő nagyobb termelékenység és gyorsabb alkalmazhatóság (mivel nem kell hardvereszközt tervezni az aktuális feladathoz, hanem mindez szoftveresen megoldható), és maga az a tény, hogy az eszköz késztermékként rendelkezésre áll.
Az eszközhöz rendelkezésre álló video-kodek könyvtárak több professzionális kamera- és videoszerkesztő formátumot támogatnak, pl. a DVCPRO HD, VC-3(DNxHD), AVC-Intra és egyéb formátumokat.
Példa: egy röntgenkép-feldolgozó felhasználói rendszer 13 000 magot használ, ezek 40 db. Am2045 csipben helyezkednek el; a teljes rendszer fogyasztása 500 W alatt van, az egész egy ATCA vázba van szerelve. 13,000 cores contained in 40 Am2045 chips, doing 3D reconstruction, in under 500W, in a single ATCA chassis.

## Kapcsolódó területek
A piacon egyéb MPPA rendszerek is találhatók, ilyenek a picoChip és IntellaSys, és az UC Davis AsAP kutatási csipje. Kapcsolódó többmagos eszközök: Aspex Semiconductor, Cavium, ClearSpeed, Coherent Logix, SPI, Tilera és mások. Neves hardvergyártó cégek, mint pl. a Texas Instruments és a Freescale is kínálnak többmagos rendszereket és termékeket, de ezekben a processzorok száma nagyságrendekkel kevesebb, tipikusan 3–8 közötti, és ezek a rendszerek tradicionális közös memóriát (shared memory) használnak, valamint időzítés-érzékeny programozási modelleket.

## Elismerés
A Microprocessor Report magazin 2006 MPR Analysts’ Choice Award for Innovation  díjával tüntette ki az Ambric architektúrát az Am2045 nagymértékben párhuzamos processzor  tervkoncepció és architektúra megvalósításáért.

## Fordítás
Ez a szócikk részben vagy egészben  az   Ambric című angol Wikipédia-szócikk ezen változatának fordításán alapul.  Az eredeti cikk szerkesztőit annak laptörténete sorolja fel. Ez a jelzés csupán a megfogalmazás eredetét és a szerzői jogokat jelzi, nem szolgál a cikkben szereplő információk forrásmegjelöléseként.